# Maison du Roi

Brasão de armas do Rei de França

A Maison du Roi (pronúncia em francês: [mɛzɔ̃ dy ʁwa]; "Casa do Rei") era a casa real do Rei de França. Era composta pela comitiva militar, religiosa e dos criados da família real francesa durante o Antigo Regime e Restauração de Bourbon.

## Organização
A composição exata e deveres das diferentes divisões mudavam constantemente durante o início da Era Moderna. Oficiais da Maison du Roi, eram diretamente coordenados pelo Grand maître de France (Camareiro Chefe). No começo do século XVI e depois do século XVII, a Maison du Roi foi supervisionada por um ministério, o Département de la Maison du Roi, dirigido por um secretário de estado, o Secrétaire d'État à la Maison du Roi. A estrutura da Maison du Roi foi oficialmente reorganizada no reinado de Henrique III em 1578 e 1585, e no século XVII, por Jean-Baptiste Colbert.

## A Casa Militar do Rei
O ramos militar da Maison du Roi era a Brigada do exército francês, composta por cavalaria e infantaria. A patente de Oficial só era acessível a cavalheiros, embora alguns soldados das unidades de tropas de elite fossem retirados entre os plebeus do resto do exército.

## A Casa Religiosa do Rei
A Casa Eclesiástica do Rei era chefiada pelo Grand aumônier de France (Grande Capelão de França), criado por Francisco I, geralmente era um Bispo. A Capela do Rei (la chapelle du roi) - que originalmente não se referia a uma construção, mas à comitiva religiosa do Rei - era encarregada pelas missas e outras cerimónias religiosas (casamentos, batizados) dos soberanos e da família real, pelas esmolas do Rei e caridade pública.
Era dirigida pelo Grand Aumônier, que era auxiliado pelo Prémirère Aumônier, que cumpria os deveres do Grand Aumônier quando este faltava. Outros oficiais da Maison ecclésiastique incluíam vários aumôniers ordinaires (que mantinham o serviço regular da capela), o prédicateur du roi (pregador do Rei), que pregava na presença do rei, e o confessor do Rei.
A capela real, também incluía um grupo de músicos eclesiásticos para os serviços religiosos. Estavam dividos em duas secções: a capela e a oratória (chapelle et oratoire) — dirigida pelo Maître d l'Oratoire — que realizava missas faladas, e a grande chapelle—dirigida pelo Maître de la chapelle — que realizava missas cantadas. No reinado de Luís XV, os músicos das duas capelas estavam unidos. A supervisão foi transferida, em 1761, da Casa Eclesiástica para a Câmara do Rei, e a posição de Maître de la chapelle foi eliminada.

## A Casa Civil do Rei
A Maison du Roi civile, ou comitiva domésticas ou de comitiva do rei, estava dividido em diversos departamentos, cujo número variou ao longo dos anos. Durante o reinado de Luís XIV, era composta por 22 de departamentos. Cada departamento era dirigido por grands officiers de la maison du roi de France (um título similar, mas não idêntico, a grand officier de la couronne de France). Durante os séculos XVI e XVII, a Maison du Roi civile era composta por 1000 a 2000 indivíduos.
O departamento mais importante eram os seguintes:

### O "Bouche du roi"
O maior dos departamentos, o Bouche du roi, supervisionava as refeições do rei. Era chefiado pelo Premier Maître d'hôtel. Os sete sub-departamentos (officiers) do departamento eram:
- gobelet: vinho e bebida, liderada pelo Grand Bouteiller
- cozinha-bouche: cozinha
- paneterie: padaria
- échansonnerie: criados de mesa
- cuisine-commun
- fruiterie: frutas
- fourrière

Os cargos deste departamento incluíam o Maître d'hôtel ordinaire, 12 Maîtres d'hôtel servant par quartier, o Grand Panetier, o Premier écuyer tranchant (primeiro mordomo) e o Grand échanson (três cargos que se tornaram puramente honoríficos no Início do período Moderno) e 36 cavalheiro serventes.

### A Câmara do Rei
Dirigido pelo Grand Chambrier de France ou pelo Grand Chambellan de France, este departamento supervisionou os quartos do rei e a sua escolta pessoal. Após o Bouche du roi, foi o segundo maior departamento. Era composto pelos quatro Premier gentilhomme de la Chambre, pelos gentilshommes de la Chambre (valete), os pajens, os huissiers (oficiais da Justiça) e as crianças de honor. A sua proximidade com o rei fazia destes cargos particularmente estimados.

### Os "Menus-Plaisirs"
O nome completo deste departamento era argenterie, menus plaisirs et affaires de la chambre du roi ("prata, pequenos entretenimentos e negócios da câmara do Rei"). Os Menus-Plaisirs du Roi eram encarregados pela decoração do teatro, trajes e adereços para as peças teatrais, Ballet e outros entretenimentos da corte. Eram liderados por um intendente.

### As Cerimônias
Criado em 1585 por Henrique III, este serviço encarregado das cerimonias públicas, tais como: batismos, casamentos e funerais reais, coroações e o consagrações, entradas reais em cidades, festivais reais, recepções de embaixadores, États généraux (Assembleia dos Estados Gerais), etc. Era chefiado pelo Grand maître des cérémonies, assistido pelo maître e o aide das cérémonies.

### Os Estábulos Reais
Em 1582 foi dividido em duas partes:
- o Grande Écurie, executado pelo Grand écuyer de France (Grande escudeiro de França), chamado de "M. le Grand", que supervisionava o transporte do rei e da sua comitiva (arautos, homens de armas, músicos, etc.)
- o Petite Écurie, liderado pelo premier écuyer, chamado de "M. le Premier", composto pelos escudeiros, pajens, lacaios, treinadores, escudeiros e cocheiros.

## Organização
A composição exata e deveres das diferentes divisões mudavam constantemente durante o início da era Moderna. Os oficiais da Maison du Roi eram diretamente coordenados pelo Grand maître de France (Camareiro Chefe). No começo do século XVI e depois do século XVII, a Maison du Roi foi supervisionada por um ministério, o Département de la Maison du Roi, dirigido por um secretário de estado, o Secrétaire d'État à la Maison du Roi. A estrutura da Maison du Roi foi oficialmente reorganizada no reinado de Henrique III, em 1578 e 1585, e no século XVII por Jean-Baptiste Colbert.

### OVenery
Este foi serviço de caça do Rei, comandado pelo Grand Veneur (o Mestre e Caça e Guarda do Jogo Real), consistia na vénerie (caça a cavalo), louveterie (a caça de lobos encabeçada pelo Grand Louvetier), caça de falcão (liderado pelo Grand Falconer) e a vautrait (caça ao javali, orientada pelo Capitaine du vautrait ou Capitaine des toiles).

## Grandes Oficiais da casa Real
A Casa Eclesiástica do Rei era chefiada pelo Grand aumônier de France (Grande Capelão de França), criado por Francisco I, geralmente era um Bispo. A Capela do Rei (la chapelle du roi) - que originalmente não se referia a uma construção, mas à comitiva religiosa do Rei - era encarregada pelas missas e outras cerimónias religiosas (casamentos, batizados) dos soberanos e da família real, pelas esmolas do Rei e caridade pública.
Os principais oficiais da casa real, são geralmente listados como grands officiers de la maison du roi de France, para não serem confundido com os Grandes Oficiais da Coroa da França, com os quais se sobrepõe em parte. Embora as listas dos Grandes Oficiais variem, os seguintes são usualmente considerados Grandes Oficiais da Casa Real:
Casa dos Criados:
- Grand Maître de France (também um dos Grandes Oficiais da Coroa de França)
  - Premiére Maître d'hôtel (mordomo chefe) - supervisiona a comida do Rei e o bouches du roi

Grand Panetier de France, (supervisiona a padaria) 

o  ou o Grand Chambellan de France, líder da Câmara do Rei, (também um dos Grandes Oficiais da Coroa de França) 

- os quatro Premier gentilhomme de la Chambre du Roi, que supervisionavam a câmara do Rei
- Os quatro gentilshommes de la Chambre,que supervisionavam, sobre a direção dos Premier Gentilshommes, a câmara do Rei

- o Grand Maître de la garde-robe, que supervisionava o guarda roupa do Rei
- o Grand Écuyer de France, chefia as cavalariças (também um dos Grandes Oficias da Coroa de França)

- o Premiére écuyer de France, que seguia o Grand écuyer

- o Grand Veneur de France (Grande Caçador), que dirigia as caçadas reais, especialmente a Caça de Viado
- o Grand Falconer de France, que liderava as caçadas reais usando aves de rapina
- o Grand Louvetier de France, comandava as caçadas reais aos lobos e aos javalis
- o Grand Maître des cérémonies de France (Grande Mestre das Cerimónias)
- o Grand Maréchal des Logins (Marechal dos alojamentos),que supervisionava os alojamentos do Rei, da Corte e da Casa Real
- o Grand Provost de France, que supervisionava a corte policial, e para este propósito, tinha jurisdição sobre as tropas militares da Maison du roi
- o Grand Aumônier de France, Chefe da Capela Real e Líder da Casa Eclesiástica do Rei(the maison ecclésiastique du roi de France)

- o premiére Aumônier de France, que auxiliava o Grand Aumônier

Casa Militar:
Capitão da Guarda Pessoal
Capitão-Coronel dos Cent-Suisses (Guarda Suíça)
Coronel General dos Suisses et Grisons (Suíços dos Grisões)
Capitão-Coronel da Guarda da Porta do Rei
Capitão-Tenente Gendarmaria (Guarda Cívil)
Capitão-Tenente da Chevau-légers (cavalaria ligeira) da Guarda
Coronel General dos Mosqueteiros da Guarda
Capitão-Tenente da Primeira Companhia da Guarda
Capitão-Tenente dos Grenadiers à cheval (Granadeiros a Cavalo) da Guarda

## A Secretaria de Estado daMaison du Roi
Nos séculos XVI e XVII, a Maison du Roi foi supervisionada por um ministério, o Département de la Maison du Roi. Este ministério era dirigido por um secretário de estado, o Secretário d'État à la Maison du Roi, embora esta fiscalização fosse puramente formal, pois os Oficiais da Maison du Roi estavam sob a autoridade direta do Grand maître de France (Mordomo-mor da França).
Na prática, o ramo militar da Maison du Roi era liderado pelo Ministro da Guerra. O Secretário d'État à la Maison du Roi foi, no entanto, responsável pelo recrutamento de funcionários para a Maison du Roi, e recebia potencias pedidos de mensagens e enviava-as para aprovação do Rei.